# P’okp’ung-ho
P'okp'ung-ho (Hangul: 폭풍호; Hancha: 暴風虎) – północnokoreański czołg podstawowy projektowany w latach dziewięćdziesiątych. Pojazd wykorzystuje technologie stosowane w czołgach T-62, T-72, T-80, T-90, Typ 88 i Ch’ŏnma-ho. Za granicą czołg nosi oznaczenie M-2002, ponieważ pojazd przeszedł testy wydajności 16 lutego 2002 roku (wtedy również jego istnienie zostało potwierdzone), chociaż prawdopodobnie czołg istnieje od 1992 roku. Jedynym znanym użytkownikiem tych pojazdów jest Korea Północna.

## Historia
Po rozpadzie ZSRR znaczna liczba czołgów T-72 została wycofana z eksploatacji i zezłomowana. Korea Północna kupiła część zezłomowanych pojazdów w celu uzyskania podstawowej technologii, w jakiej został wykonany ten czołg dzięki inżynierii odwrotnej. Prawdopodobnie również w tym okresie otrzymała informacje o technologii wykorzystanej w pojazdach T-80 i T-90 i wykorzystała je wraz z wiedzą o czołgu Typ 88 do skonstruowania własnego pojazdu będącego w stanie rywalizować z czołgiem T-90. Zainteresowanie Korei Północnej tym pojazdem uwidoczniło się w trakcie wizyty Kim Dzong Ila w fabryce Omsktransmasz podczas wizyty w Rosji . Ponadto Korea Północna zamówiła jeden egzemplarz T-90S, który prawdopodobnie wykorzystano do przygotowania modernizacji T-72.
Powstanie nowego czołgu spowodował fakt, iż zakupione czołgi T-72 miały bardzo małą wartość bojową, co pokazała I wojna w Zatoce Perskiej. Szok wywołany duża liczba zniszczonych T-72 przez zachodnie pojazdy takie jak M1 Abrams, jak również fakt, że Korea Południowa dysponuje pojazdem K1 Rokit mającym podobne parametry techniczne jak Abrams, wpłynął na decyzję o znacznej modernizacji posiadanych czołgów tak, by wypełnić technologiczną lukę pomiędzy posiadanym pojazdem Ch’ŏnma-ho a południowokoreańskim K1 Rokit. Jednak kryzys ekonomiczny, jak również brak wielu technologii spowodowały, że wyprodukowano jedynie niewielką liczbę nowych pojazdów.
Pierwszy czołg P'okp'ung-ho wyprodukowano prawdopodobnie w 1992 roku w fabryce czołgów Ryu Kyong-su w Sinhung w prowincji Hamgyŏng Południowy. Z powodu ograniczonych możliwości północnokoreańskiego przemysłu i przeznaczeniu większości zasobów na rozwój programu nuklearnego szacuje się, że wyprodukowano nie więcej niż 200 sztuk tych pojazdów. Czołg został zaobserwowany przez osoby spoza Korei Północnej w 2002 roku (stąd jego oznaczenie M-2002), natomiast został publicznie zaprezentowany podczas parady wojskowej 10 października 2010 roku.

## Charakterystyka
Mimo porównywania pojazdu do czołgu T-90, jego możliwości są klasyfikowane na poziomie czołgów generacji 2.5 (modele pośrednie między drugą i trzecią generacją czołgów). Dysponuje on dużo większa siłą ognia oraz posiada lepszą mobilność i żywotność w porównaniu do swojego poprzednika – Ch’ŏnma-ho.

### Uzbrojenie
P'okp'ung-ho jest wyposażony w działo 2A20 kalibru 115 mm lub działo gładkolufowe 2A26/2A46 kalibru 125 mm strzelające amunicją przeciwpancerną produkcji północnokoreańskiej. Ponadto czołg posiada przeciwlotniczy karabin maszynowy, karabin maszynowy sprzężony z działem oraz cztery wyrzutnie granatów dymnych umieszczone po lewej stronie wieży.

### Opancerzenie
Kadłub P'okp'ung-ho bazuje na silnie zmodyfikowanym kadłubie czołgu T-62, wydłużonym i wyposażonym w dodatkową parę kół. Komora i układ silnika zdradzają podobieństwo do T-72. Przedni pancerz pojazdu jest pochyły, a wieża jest uformowana w kształt klina.

### Wyposażenie
System kierowania ogniem zastosowany w pojeździe jest stosunkowo nowoczesny, prawdopodobnie bazuje on na systemie stosowanym w czołgu Chieftain, który został nielegalnie dostarczony przez Iran. Ponadto czołg ten jest wyposażony w termowizor TPN-3-49 lub TPN-4, dalmierz laserowy oraz reflektor, które pozwalają mu na walkę w nocy. Wyposażenie uzupełnia maszt meteorologiczny oraz składane płyty umieszczone powyżej pierwszego i drugiego koła pojazdu.